# Toejmaäda
Toejmaäda (Russisch en Jakoets: Туймаада) is een dal langs de westelijke oever van de middelloop van de rivier de Lena in de Russische autonome republiek Sacha (Jakoetië). Het dal ligt op een hoogte van ongeveer 100 meter en heeft een oppervlakte van ongeveer 700 km² bij een lengte van 64 kilometer en een breedte van 5 tot 9 kilometer.
In het dal ligt de hoofdstad Jakoetsk en haar omringende agglomeraties die het tot de meest volkrijke vallei van dit gebied maakt. Met een totale bevolking van ruim 275.000 mensen (2008) woont er meer dan een kwart van de bevolking van Jakoetië. Twee andere valleien langs de middelloop van de Lena zijn Erkeëni en Ensiëli.
Het dal telt een groot aantal meren, oude beddingen en hoefijzermeren van de Lena. In het westelijke deel van de Toejmaäda ligt de heuvel Tsjotsjoer Moeran (193 meter), die een belangrijke rol speelt in de Jakoetische mythologie. Volgens de Jakoetische folklore vestigden de voorouders van de Jakoeten; de Omogoj Baj en de Ellej Boötoer zich in dit dal. Het dal werd reeds bewoond in het Paleolithicum. In een relatief klein gebied in het dal zijn een groot aantal archeologische vondsten gedaan. Bij verschillende onderzoeken zijn ruim 200 archeologische plekken aangetroffen uit het Paleolithicum, Mesolithicum, Neolithicum, de bronstijd, de ijzertijd en de middeleeuwen.
Het dal ligt in een gebied met een streng landklimaat. De gemiddelde temperatuur varieert van -39.6°C in januari tot +19.0°C in juli. De gemiddelde jaarlijkse neerslag bedraagt ongeveer 240 mm.

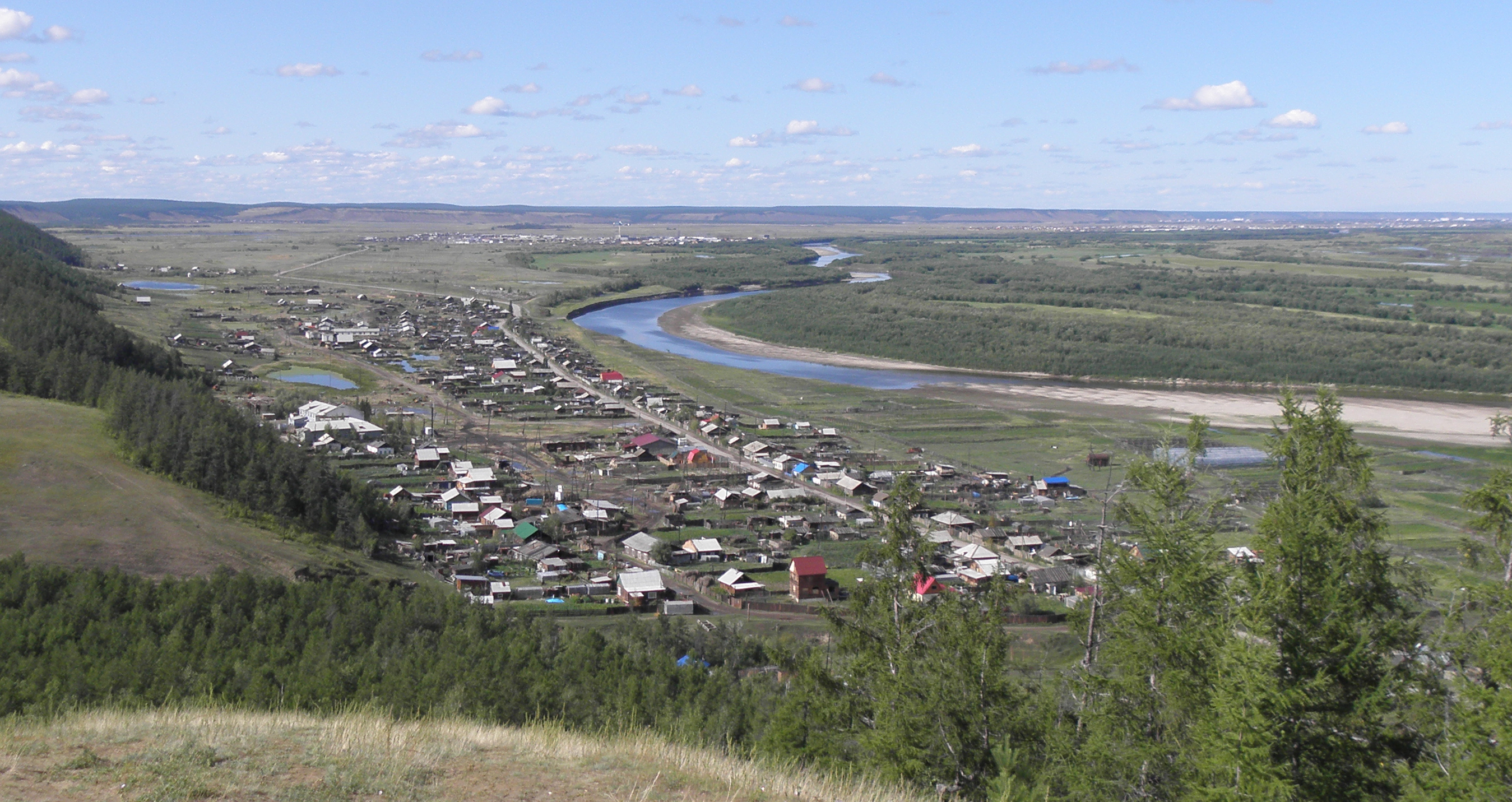
Gezicht op het dal vanaf de heuvels aan de zuidkant, nabij het dorp Staraja Tabaga
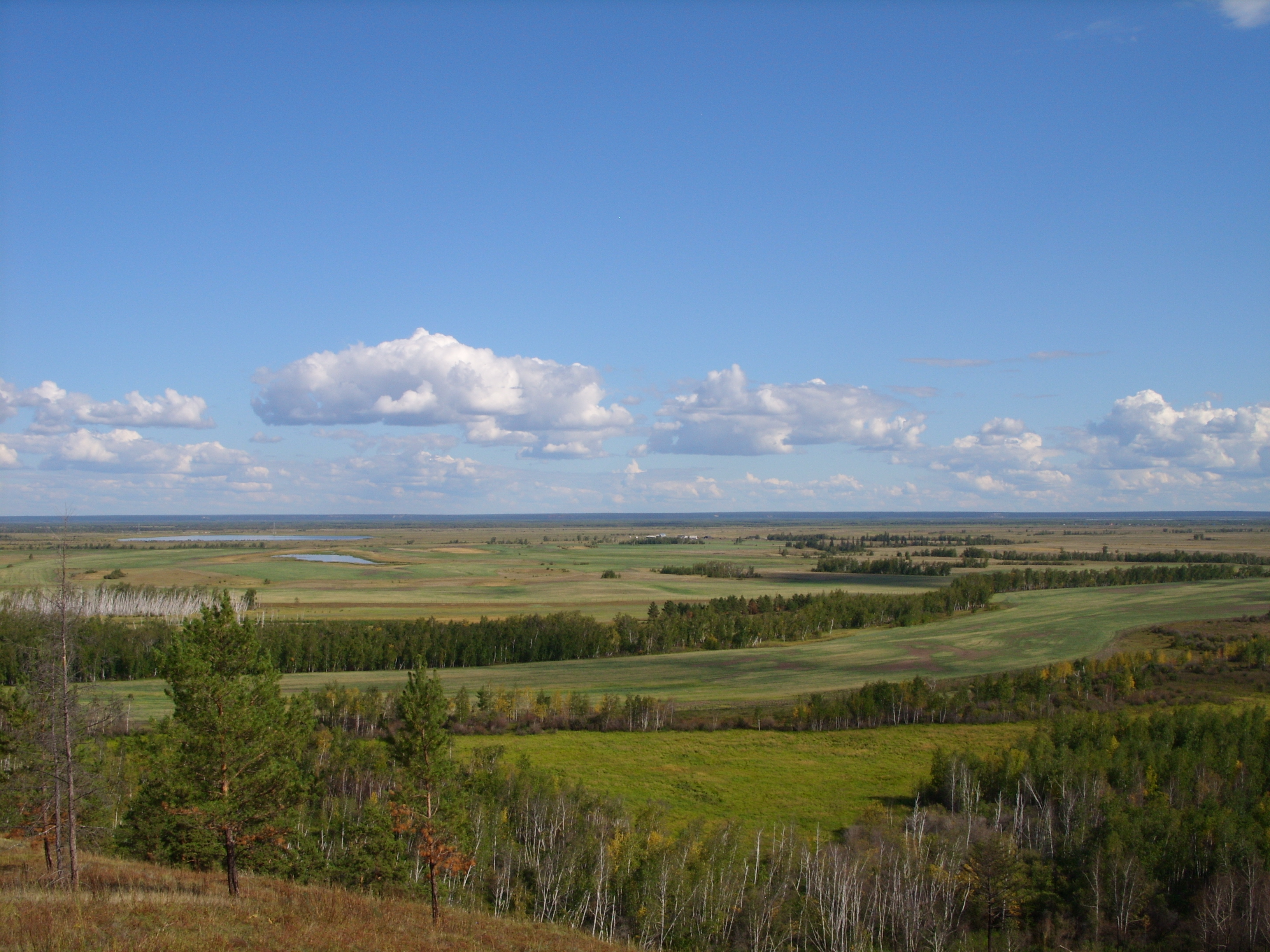
Gezicht op het dal nabij het dorp Kildjamtsy
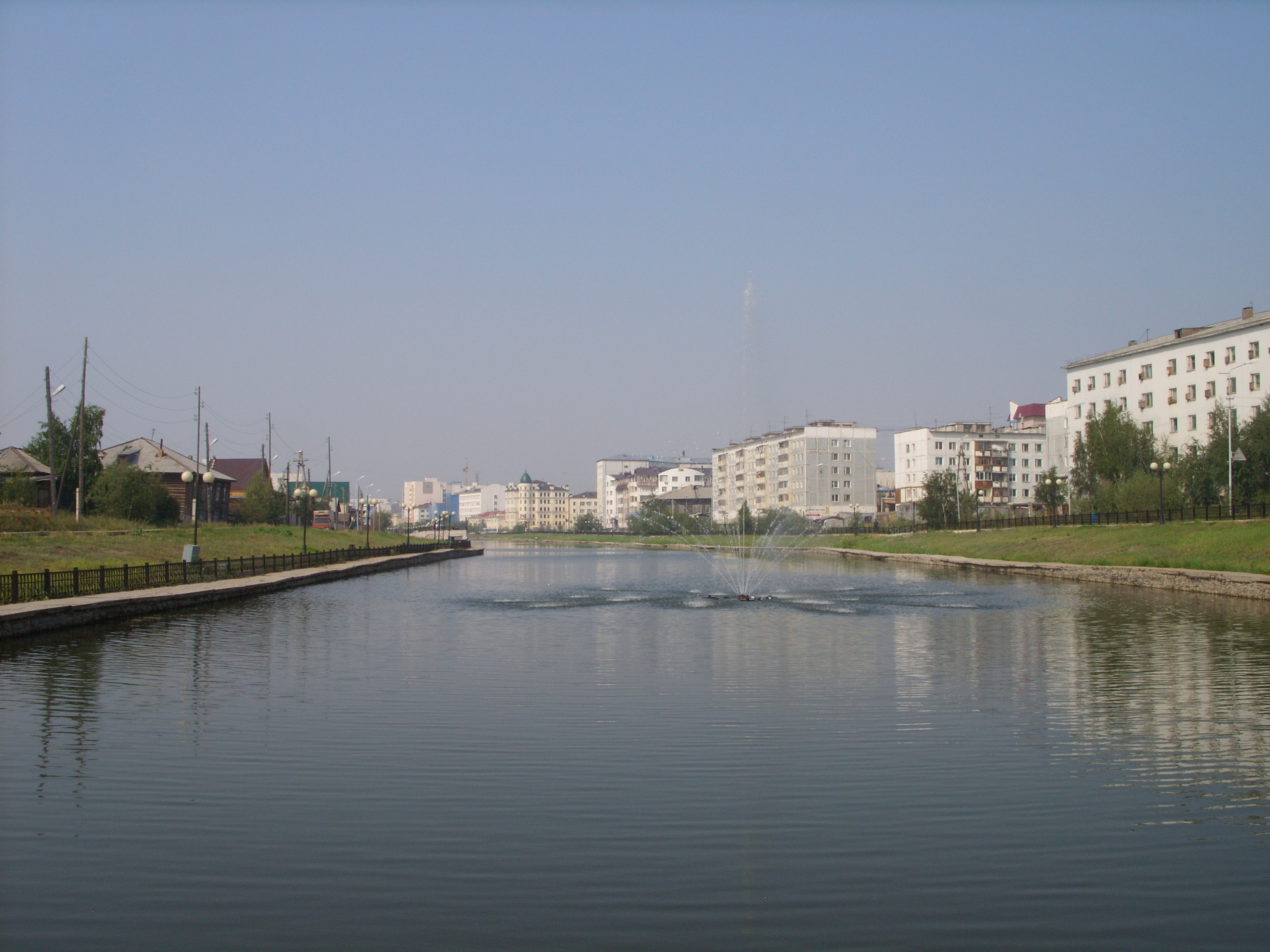
Het Tjoplojemeer in Jakoetsk: Een van de Hoefijzermeren in het dal
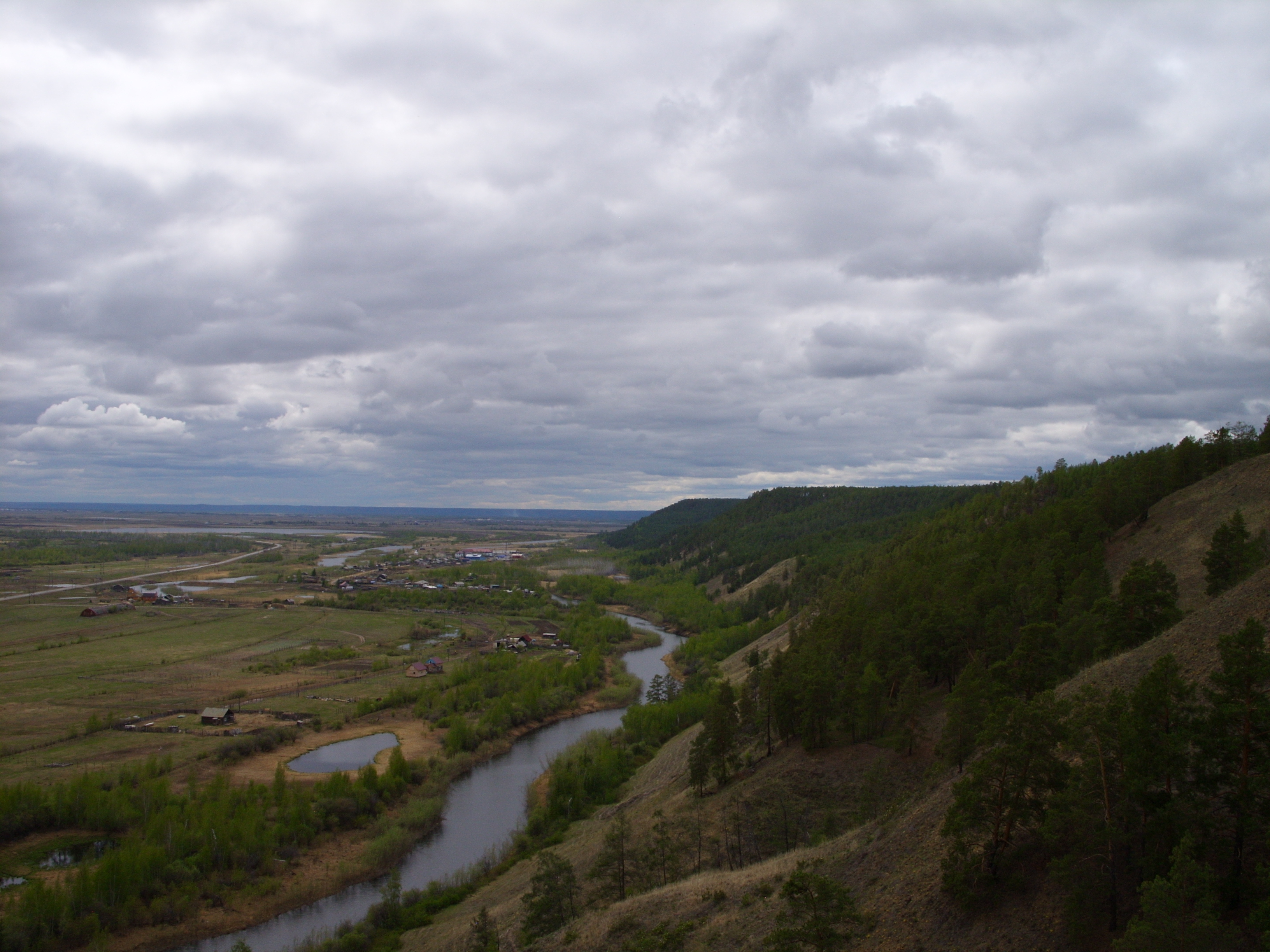
Gezicht op het dal ten zuiden van het microdistrict Kangalassy